# San Rafael, Chile
San Rafael este un târg și comună din provincia Talca, regiunea Maule, Chile, cu o populație de 7.964 locuitori (2012) și o suprafață de 263,5 km2.